# Тігян-Арита
Тігя́н-Арита́ (рос. Тигян-Арыта) — невеликий острів в Оленьоцькій затоці моря Лаптєвих. Територіально відноситься до Якутії, Росія.
Розташований в центрі затоки, в дельті річки Оленьок. Знаходиться між протокою Чугас-Уес на заході і півдні затокою Джангилак-Тонголого на сході. На півночі вузькими протоками відмежовується від сусідніх островів Тісян-Бьолькьойо та острова Биликтах-Арита. Острів має видовжену форму, простягається із заходу на схід. Вкритий болотами, має 2 невеликих озер, на сході — піски. На заході та сході оточений мілинами.
| Росія | Це незавершена стаття з географії Росії. Ви можете допомогти проєкту, виправивши або дописавши її. |